# 3-й стрелковый корпус
3-й армейский корпус (1922), 3-й стрелковый корпус (1923—1941, 1942—1943, 1954—1957), 3-й горно-стрелковый корпус (1943—1954) — общевойсковое тактическое соединение (стрелковый корпус) Вооружённых Сил СССР.
Условное наименование — войсковая часть полевая почта (в/ч пп) № 09250.
Сокращённое наименование — 3 ак, 3 ск, 3 гск.

## История корпуса
Корпус сформирован приказами войскам Московского военного округа № 740/184 от 10 июня и № 869/222 от 1 июля 1922 года как 3-й армейский корпус. Приказом № 297 от 8 марта 1923 года корпус переименован в 3-й стрелковый корпус.
Управление корпуса дислоцировалось в Рязани (июль 1922), Тамбове (июль 1922 — май 1923), Рязани (май 1923 — ноябрь 1924), Владимире (ноябрь 1924—1931), Иваново (1931—1939), Полоцке (октябрь 1939), Кутаиси (с апреля 1940).
Корпус входил в состав Московского военного округа (1922—1939), 10-й и 11-й армий Белорусского фронта (сентябрь — октябрь 1939), 13-й армии Ленинградского военного округа и Северо-Западного фронта (декабрь 1939 — март 1940), Закавказского военного округа (с апреля 1940).
Части корпуса участвовали в походе в Западную Белоруссию (сентябрь 1939), в Советско-финляндской войне (декабрь 1939 — март 1940).

## Корпус в Великой Отечественной войне
Период вхождения в действующую армию: 9 июня 1942 года — 11 мая 1945 года.
На начало Великой Отечественной войны корпус дислоцировался в Закавказском военном округе (управление — в Кутаиси). В состав корпуса входили 4-я стрелковая, 20-я и 47-я горнострелковые дивизии.
30 июля 1941 года расформирован. Управление и части обращены на формирование 46-й армии.
Вновь сформирован на основании директивы ставки ВГК № 170441 от 7 июня 1942 года в Сухуми. В состав корпуса были включены: 20-я горнострелковая дивизия, 394-я стрелковая дивизия, 63-я кавалерийская дивизия, Сухумское военное пехотное училище и 25-й пограничный полк НКВД.
21 июня 1943 года 3-й стрелковый корпус переименован в 3-й горно-стрелковый корпус.

## Подчинение и боевой состав
| Подчинение                           | Подчинение                 | Подчинение                            | Подчинение | Подчинение                          | Подчинение     |
| Дата                                 | Фронт (военный округ)      | Армия                                 | Состав (стрелковые формирования)                                                                                                 | Другие части, в том числе приданные | Примечания     |
| I формирование                       | I формирование             | I формирование                        | I формирование | I формирование                      | I формирование |
| ------------------------------------ | -------------------------- | ------------------------------------- | --- | ----------------------------------- | -------------- |
| 22.06.1941 года                      | Закавказский военный округ |                                       | 4-я стрелковая дивизия 20-я горнострелковая дивизия 47-я горнострелковая дивизия                                                 |                                     |                |
| 01.07.1941 года                      | Закавказский военный округ |                                       | 4-я стрелковая дивизия 20-я горнострелковая дивизия 47-я горнострелковая дивизия                                                 |                                     |                |
| 10.07.1941 года                      | Закавказский военный округ |                                       | 4-я стрелковая дивизия 20-я горнострелковая дивизия 47-я горнострелковая дивизия                                                 |                                     |                |
| II формирование                      |                            |                                       | |                                     |                |
| 01.07.1942 года                      | Закавказский фронт         | 46-я армия                            | 9-я горнострелковая дивизия 20-я горнострелковая дивизия                                                                         |                                     |                |
| 01.08.1942 года                      | Закавказский фронт         | 46-я армия                            | 9-я горнострелковая дивизия 20-я горнострелковая дивизия                                                                         |                                     |                |
| 01.09.1942 года                      | Закавказский фронт         | Северная группа войск, 46-я армия     | 9-я горнострелковая дивизия 20-я горнострелковая дивизия                                                                         |                                     |                |
| 01.10.1942 года                      | Закавказский фронт         | Черноморская группа войск, 46-я армия | 9-я горнострелковая дивизия 20-я горнострелковая дивизия 242-я горнострелковая дивизия                                           |                                     |                |
| 01.11.1942 года                      | Закавказский фронт         | Северная группа войск, 9-я армия      | 9-я стрелковая бригада 57-я стрелковая бригада 60-я стрелковая бригада                                                           |                                     |                |
| 01.12.1942 года                      | Закавказский фронт         | Северная группа войск, 9-я армия      | 275-я стрелковая дивизия 319-я стрелковая дивизия 389-я стрелковая дивизия 9-я стрелковая бригада                                |                                     |                |
| 01.01.1943 года                      | Закавказский фронт         | Северная группа войск                 | 9-я стрелковая бригада 60-я стрелковая бригада 155-я стрелковая бригада                                                          |                                     |                |
| 01.02.1943 года                      | Закавказский фронт         | Черноморская группа войск, 47-я армия | 9-я стрелковая бригада 60-я стрелковая бригада 155-я стрелковая бригада                                                          |                                     |                |
| 01.03.1943 года                      | Северо-Кавказский фронт    | Черноморская группа войск, 47-я армия | 9-я стрелковая бригада 60-я стрелковая бригада 155-я стрелковая бригада                                                          |                                     |                |
| 01.04.1943 года                      | Северо-Кавказский фронт    | 18-я армия                            | 9-я стрелковая бригада 60-я стрелковая бригада 155-я стрелковая бригада                                                          |                                     |                |
| 01.05.1943 года                      | Северо-Кавказский фронт    | 56-я армия                            | 9-я горнострелковая дивизия 83-я горнострелковая дивизия 9-я стрелковая бригада 60-я стрелковая бригада 155-я стрелковая бригада |                                     |                |
| 01.06.1943 года                      | Северо-Кавказский фронт    | 56-я армия                            | 9-я горнострелковая дивизия 83-я горнострелковая дивизия 61-я стрелковая дивизия                                                 |                                     |                |
| с 21.06.1943 горно-стрелковый корпус |                            |                                       | |                                     |                |
| 01.07.1943 года                      | Северо-Кавказский фронт    | 56-я армия                            | 9-я горнострелковая дивизия 83-я горнострелковая дивизия 242-я горнострелковая дивизия                                           |                                     |                |
| 01.08.1943 года                      | Северо-Кавказский фронт    | фронтового подчинения                 | 9-я горнострелковая дивизия 83-я горнострелковая дивизия 242-я горнострелковая дивизия                                           |                                     |                |
| 01.09.1943 года                      | Северо-Кавказский фронт    | 56-я армия                            | 9-я горнострелковая дивизия 20-я горнострелковая дивизия 83-я горнострелковая дивизия 242-я горнострелковая дивизия              |                                     |                |
| 01.10.1943 года                      | Северо-Кавказский фронт    | фронтового подчинения                 | 20-я горнострелковая дивизия 83-я горнострелковая дивизия 242-я горнострелковая дивизия                                          |                                     |                |
| 01.11.1943 года                      | Северо-Кавказский фронт    | 56-я армия                            | 128-я гвардейская горнострелковая дивизия 242-я горнострелковая дивизия 83-я морская стрелковая бригада                          |                                     |                |
| 01.12.1943 года                      |                            | Приморская армия                      | 128-я гвардейская горнострелковая дивизия 20-я горнострелковая дивизия 242-я горнострелковая дивизия                             |                                     |                |
| 01.01.1944 года                      |                            | Приморская армия                      | 128-я гвардейская горнострелковая дивизия 242-я горнострелковая дивизия 414-я стрелковая дивизия                                 |                                     |                |
| 01.02.1944 года                      |                            | Приморская армия                      | 128-я гвардейская горнострелковая дивизия 414-я стрелковая дивизия                                                               |                                     |                |
| 01.03.1944 года                      |                            | Приморская армия                      | 128-я гвардейская горнострелковая дивизия 242-я горнострелковая дивизия 318-я стрелковая дивизия                                 |                                     |                |
| 01.04.1944 года                      |                            | Приморская армия                      | 128-я гвардейская горнострелковая дивизия 242-я горнострелковая дивизия 318-я стрелковая дивизия                                 |                                     |                |
| 01.05.1944 года                      | 4-й Украинский фронт       | Приморская армия                      | 128-я гвардейская горнострелковая дивизия 242-я горнострелковая дивизия 89-я стрелковая дивизия 318-я стрелковая дивизия         |                                     |                |
| 01.06.1944 года                      |                            | Приморская армия                      | 128-я гвардейская горнострелковая дивизия 242-я горнострелковая дивизия 318-я стрелковая дивизия                                 |                                     |                |
| 01.07.1944 года                      |                            | Приморская армия                      | 128-я гвардейская горнострелковая дивизия 242-я горнострелковая дивизия 318-я стрелковая дивизия 255-я бригада морской пехоты    |                                     |                |
| 01.08.1944 года                      |                            | Приморская армия                      | 128-я гвардейская горнострелковая дивизия 242-я горнострелковая дивизия 318-я стрелковая дивизия                                 |                                     |                |
| 01.09.1944 года                      | 4-й Украинский фронт       | 18-я армия                            | 128-я гвардейская горнострелковая дивизия 242-я горнострелковая дивизия 318-я горнострелковая дивизия                            |                                     |                |
| 01.10.1944 года                      | 4-й Украинский фронт       | 1-я гвардейская армия                 | 128-я гвардейская горнострелковая дивизия 242-я горнострелковая дивизия 318-я горнострелковая дивизия                            |                                     |                |
| 01.11.1944 года                      | 4-й Украинский фронт       | 1-я гвардейская армия                 | 128-я гвардейская горнострелковая дивизия 242-я горнострелковая дивизия 318-я горнострелковая дивизия                            |                                     |                |
| 01.12.1944 года                      | 4-й Украинский фронт       | 1-я гвардейская армия                 | 128-я гвардейская горнострелковая дивизия 242-я горнострелковая дивизия 318-я горнострелковая дивизия                            |                                     |                |
| 01.01.1945 года                      | 4-й Украинский фронт       | 1-я гвардейская армия                 | 128-я гвардейская горнострелковая дивизия 242-я горнострелковая дивизия 318-я горнострелковая дивизия                            |                                     |                |
| 01.02.1945 года                      | 4-й Украинский фронт       | 1-я гвардейская армия                 | 128-я гвардейская горнострелковая дивизия 242-я горнострелковая дивизия 318-я горнострелковая дивизия                            |                                     |                |
| 01.03.1945 года                      | 4-й Украинский фронт       | 1-я гвардейская армия                 | 128-я гвардейская горнострелковая дивизия 242-я горнострелковая дивизия 318-я горнострелковая дивизия                            |                                     |                |
| 01.04.1945 года                      | 4-й Украинский фронт       | 1-я гвардейская армия                 | 128-я гвардейская горнострелковая дивизия 242-я горнострелковая дивизия 318-я горнострелковая дивизия                            |                                     |                |
| 01.05.1945 года                      | 4-й Украинский фронт       | 60-я армия                            | 128-я гвардейская горнострелковая дивизия 242-я горнострелковая дивизия 318-я горнострелковая дивизия 322-я стрелковая дивизия   |                                     |                |

## Части корпусного подчинения
2-го формирования (с 21.06.1943 горно-стрелкового):
- 14-й отдельный батальон связи
- 11-й отдельный сапёрный батальон
- 461-я полевая авторемонтная база (с 20.05.1944)
- 1001-я полевая касса Госбанка (до 31.12.1942)
- 1939-я военно-почтовая станция[3]

## Командование

### Командиры корпуса
1-го формирования:
- Грушецкий, Владислав Флорианович (06.1922 — 1924)[7];
- Смолин, Иван Иванович (06.1924 — 10.1924)[7];
- Ольшанский, Михаил Михайлович (10.1924 — 07.1926)[7];
- Куйбышев, Николай Владимирович (07.1926 — 12.1926)[7];
- Стуцка, Кирилл Андреевич (12.1926 — 1929)[7];
- Зюзь-Яковенко, Яков Иванович (01.1930 — 03.1931)[7];
- Ефремов, Михаил Григорьевич (15.03.1931 — 23.12.1933)[8];
- Артеменко, Николай Филиппович (01.11.1931 — 28.03.1932)[7];
- Уваров, Николай Михайлович (04.1932 — 08.1932)[7];
- Кулик, Григорий Иванович (11.1932 — 05.1937)[8];
- Соколов, Александр Дмитриевич (06.1937 — 08.1938)[9];
- Батов, Павел Иванович (23.08.1938 — 06.03.1940)[10];
- Иванов, Михаил Михайлович (06.03.1940 — 11.04.1940) — комбриг, с 1.04.1940 комдив[11];
- Черняк, Степан Иванович (11.04.1940 — 30.07.1941), комдив, с 4.06.1940 генерал-лейтенант[12];

2-го формирования (с 1943 по 1954 горно-стрелкового):
- Леселидзе, Константин Николаевич (10.06.1942 — 27.08.1942), генерал-майор артиллерии[13][14][15];
- Перекрестов, Григорий Никифорович (11.10.1942 — 04.01.1943), полковник;
- Сергацков, Василий Фадеевич (05.01.1943 — 24.04.1943), генерал-майор;
- Лучинский, Александр Александрович (25.04.1943 — 10.03.1944), генерал-майор;
- Колдубов, Михаил Ильич (11.03.1944 — 17.03.1944), генерал-майор;
- Шварев, Николай Александрович (18.03.1944 — 16.04.1944), генерал-майор;
- Лучинский Александр Александрович (17.04.194 — 20.05.1944), генерал-майор;
- Веденин, Андрей Яковлевич (21.05.1944 — 30.01.1946), генерал-майор[16][12];
- Гаген, Николай Александрович (31.01.1946 — 05.1947), генерал-лейтенант;
- Казарцев, Александр Игнатьевич (05.1947 — 02.12.1949), генерал-лейтенант;
- Гладышев, Степан Трофимович (02.12.1949 — 02.1953), генерал-майор;
- Инаури, Алексей Николаевич (02.1953 — 19.07.1953), генерал-майор;
- Онуприенко, Дмитрий Платонович (20.07.1953 — 04.1957), генерал-лейтенант[2]

### Военные комиссары, с 09.10.1942 — заместители командира по политической части
1-го формирования:
- Смирнов, Пётр Александрович (24.11.1923 — 1924)[17]
- Ракогон Георгий Порфирьевич (22.03.1941 — 30.07.1941), полковой комиссар[18]

2-го формирования:
- Буинцев, Лаврентий Иванович (22.06.1942 — 28.03.1943), полковой комиссар, с 5.12.1942 полковник;
- Монастырский Фёдор Васильевич (06.04.1943 — 16.06.1943), полковник[19]

### Начальники политотдела, с 06.1943 он же заместитель командира по политической части
1-го формирования:
- Бардеев Алексей Ефимович (22.03.1941 — 30.07.1941), полковой комиссар[18]

2-го формирования (с 21.06.1943 горно-стрелкового):
- Юшков Александр Андреевич (06.04.1943 — 16.06.1943), старший батальонный комиссар, с 5.12.1942 подполковник;
- Монастырский Фёдор Васильевич (16.06.1943 — 16.01.1948), полковник[19]